# Be Somebody (James Vincent McMorrow e Rudimental)
Be Somebody è un singolo del cantante irlandese James Vincent McMorrow e del gruppo musicale britannico Rudimental, pubblicato il 10 marzo 2021 come quarto estratto dal quarto album in studio dei Rudimental Ground Control.

## Descrizione
Il brano affonda le proprie radici nel 2019, quando McMorrow ne realizzò una prima versione insieme a Jimmy Napes. Intorno allo stesso periodo si rivolse ai Rudimental, che durante la pandemia di COVID-19 lavorarono sulla struttura musicale. Secondo Piers Aggett, Be Somebody rappresenta una sorta di seconda parte del loro singolo del 2012 Not Giving In a causa della voce potente del cantautore irlandese.

## Video musicale
Il video, diretto da Jonatan Egholm Keis, è stato girato in Danimarca e reso disponibile l'8 aprile 2021 attraverso il canale YouTube del cantante.

## Tracce
Testi e musiche di James Vincent McMorrow, James Napier, Leon Rolle, Kesi Dryden, Piers Aggett e Amir Amor.
Download digitale
1. Be Somebody – 3:44

Download digitale – Jess Bays Remix
1. Be Somebody (Jess Bays Remix) – 3:02

Download digitale – The Prototypes Remix
1. Be Somebody (The Prototypes Remix) – 4:39

Download digitale – Solo Version
1. James Vincent McMorrow – Be Somebody (Solo Version) – 3:20

## Formazione
Musicisti
- James Vincent McMorrow – voce
- Rudimental
  - Piers Aggett – programmazione della batteria, sintetizzatore
  - Amir Amor – programmazione della batteria, sintetizzatore
  - Leon Rolle – programmazione della batteria, sintetizzatore
  - Kesi Dryden – programmazione della batteria, sintetizzatore
- Future Cut – programmazione
  - Darren Lewis – tastiera, chitarra, basso
  - Iyiola Babalola – batteria, percussioni
- Mark Ralph – sintetizzatore, programmazione

Produzione
- Rudimental – produzione
- Future Cut – coproduzione
- James Vincent McMorrow – produzione voce
- Cormac Butler – ingegneria voce
- Mark Raplh – produzione e missaggio aggiuntivi
- Josh Green – assistenza tecnica
- Gemma Chester – assistenza tecnica
- Stuart Hawkes – mastering